# 卡瓦尼亞斯 (薩卡帕省)
卡瓦尼亞斯（西班牙語：Cabañas），是危地馬拉的城鎮，位於該國東部，由薩卡帕省負責管轄，面積112平方公里，海拔高度263米，2002年人口11,211，人口密度每平方公里100.1人。
14°56′N 89°48′W / 14.933°N 89.800°W